# جک گیتت
جک گیتت (فرانسوی: Jack Guittet‎؛ ۱۲ ژانویهٔ ۱۹۳۰ – ۱۶ ژانویهٔ ۲۰۲۵) شمشیرباز اهل فرانسه بود.
وی در مسابقات کشوری و بین‌المللی در مجموع برندهٔ ۱ مدال برنز شد.